# Jacques Généreux
Jacques Généreux (Saint-Brieuc, 9 maggio 1956) è un economista e politico francese, professore dell'Istituto di studi politici di Parigi, promotore del movimento La France Insoumise e vicino collaboratore di Jean-Luc Mélenchon.

## Biografia
Segretario nazionale del Partito di Sinistra dal 2008 (anno della fondazione) a marzo 2013, coordina nel 2016 la redazione del programma del nuovo movimento La France Insoumise, che verrà pubblicato con il titolo "L'Avenir en Commun".

### Carriera politica
Oltre alle sue attività professionali, Jacques Généreux è un militante politico di sinistra, è stato membro della corrente Nuovo Mondo del Partito Socialista insieme a Benoit Hamon, Jean-Luc Mélenchon et Henri Emmanuelli.
Come Jean-Luc Mélenchon, la prima rottura con il Partito Socialista avviene nel 2005. Contrario al progetto della Costituzione Europea, pubblica il Manuale critico del buon europeo. Le ragioni di dire no (titolo originale: Manuel critique du parfait européen. Les bonnes raisons de dire non, edizioni Seuil). Lascia il partito assieme ad altri il 23 novembre 2008, per fondare il Partito di Sinistra per il quale ricopre la carica di segretario nazionale all'economia.
Candidato alle europee del 2009 con il Fronte di Sinistra (coalizione includente il Partito di Sinistra), ottiene il 4,6% dei voti nella circoscrizione Ovest, dove la sinistra non è mai stata maggioritaria. Nel 2012 sostiene la candidatura di Jean-Luc Mélenchon, e l'anno successivo non rinnova la sua candidatura alla segretaria nazionale del partito.
Nel 2016, assieme a Charlotte Girard, coordina la redazione del programma del nuovo movimento La France Insoumise, che verrà pubblicato con il titolo "L'Avenir en Commun" in vista delle elezioni presidenziali e legislative.

## Pubblicazioni
Rinomato per i suoi lavori e le sue teorie keynesiane, Jacques Généreux ha scritto numerosi libri sull'economia politica, ma nessuno è ancora stato tradotto in italiano.
- Économie politique, t. 1 : Concepts de base et comptabilité nationale, Paris, Hachette, coll. « Les Fondamentaux », 2014, 7e éd. (1re éd. 1991) ISBN 978-2-01-140209-7.
- Économie politique, t. 2 : Microéconomie, Paris, Hachette, coll. « Les Fondamentaux », 2014, 7e éd. (1re éd. 1991) ISBN 978-2-01-140300-1.
- Économie politique, t. 3 : Macroéconomie, Paris, Hachette, coll. « Les Fondamentaux », 2014, 7e éd. (1re éd. 1991) ISBN 978-2-01-140301-8.
- Introduction à l'économie, Paris, Éditions du Seuil, coll. « Points Économie », 2000, 3e éd. (1re éd. 1992) ISBN 978-2-02-048184-7.
- Introduction à la politique économique, Paris, Éditions du Seuil, coll. « Points Économie », 1999, 3e éd. (1re éd. 1993) ISBN 978-2-02-039651-6.
- Une raison d'espérer : L'horreur n'est pas économique, elle est politique, Paris, Pocket, coll. « Pocket Agora », 2000 (1re éd. 1997) ISBN 978-2-266-09968-4.
- Quel renouveau socialiste ?, Paris, Textuel, 2003 ISBN 978-2-84597-072-4.
- Chroniques d'un autre monde : Suivi du Manifeste pour l'économie humaine, Paris, Éditions du Seuil, 2003 ISBN 978-2-02-062155-7.
- Manuel critique du parfait européen : Les bonnes raisons de dire non, Paris, Éditions du Seuil, 2005 ISBN 978-2-02-080332-8.
- Sens et conséquences du « non » français, Paris, Éditions du Seuil, 2005 ISBN 978-2-02-083765-1.
- Les Vraies Lois de l'économie, Paris, Points, coll. « Points Économie », 2008, 3e éd. (1re éd. 2001) ISBN 978-2-7578-3997-3.
- La dissociété, Paris, Points, coll. « Points Essais », 2008 (1re éd. 2006) ISBN 978-2-7578-22890
- Pourquoi la droite est dangereuse, Paris, Éditions du Seuil, 2007 ISBN 978-2-02-092992-9.
- Le socialisme néomoderne ou l'avenir de la liberté, Paris, Éditions du Seuil, 2009 ISBN 978-2-02-098326-6.
- La grande régression : À la recherche du progrès humain - 3, Paris, Éditions du Seuil, coll. « Points Essais », 2010 ISBN 978-2-7578-2474-0.
- L'autre société : À la recherche du progrès humain - 2, Paris, Éditions du Seuil, coll. « Points Essais », 2011 ISBN 978-2-7578-2066-7.
- Nous, on peut ! : Manuel anticrise à l'usage du citoyen, Paris, Points, 2012 (1re éd. 2011) ISBN 978-2-7578-2979-0.
- Jacques Généreux explique l'économie à tout le monde, Paris, Éditions du Seuil, 2014 ISBN 9782021097825
- La déconnomie, Paris, Éditions du Seuil, 2016 ISBN 978-2-02-124119-8.